# Sông Delaware
Sông Delaware là một con sông chính nằm trên duyên hải Đại Tây Dương của Hoa Kỳ. Một đoàn thám hiểm Hà Lan, do Henry Hudson dẫn đầu, lần đầu tiên đã vẽ bản đồ con sông vào năm 1609. Con sông được đặt tên thánh là "Sông Nam" trong thuộc địa Tân Hà Lan được thành lập sau đó, ngược lại "Sông Bắc" là sông Hudson như đã được biết tên vào thời đó. Cái tên "Delaware" có nguồn gốc từ Thomas West, Baron De La Warr, được người Anh sử dụng và trở thành chuẩn sau khi người Anh chinh phục được Tân Hà Lan vào năm 1664.
Con sông gặp mặt nước thủy triều tại Trenton, New Jersey. Chiều dài tổng cộng của nó từ đầu nguồn nhánh dài nhất đến Cape May và Cape Henlopen là 660 km (410 dặm Anh) trong khi đó trên đầu nguồn của vịnh Delaware nó có chiều dài là 580 km (360 dặm Anh). Lượng nước ngọt trung bình đổ ra cửa là 330 m³ (11.550 ft³) mỗi giây.
Sông Delaware một phần tạo ra ranh giới giữa tiểu bang Pennsylvania và tiểu bang New York, toàn bộ ranh giới giữa tiểu bang New Jersey và tiểu bang Pennsylvania, và phần lớn ranh giới giữa tiểu bang Delaware và tiểu bang New Jersey. Trong khu vực gọi là "Vòng cung 12 dặm" của thành phố New Castle, ranh giới giữa hai tiểu bang Delaware và New Jersey thật sự nằm ở bờ sông cận đông nhất hơn là ranh giới thường thấy giữa dòng chảy, khiến cho một phần nhỏ bán đảo New Jersey rơi vào khu vực thẩm quyền của tiểu bang Delaware. Phần còn lại của ranh giới theo quy luật dòng chảy giữa sông.
Xưa kia giao thương rất là quan trọng trên thượng lưu dòng sông, chủ yếu là trước khi có sự cạnh tranh của đường sắt (1857).
- Kênh Pennsylvania chạy song song với con sông từ Easton đến Bristol, mở cho sử dụng vào năm 1830.
- Kênh Delaware và Raritan chạy dọc sông Delaware bên phía New Jersey từ Milford đến Trenton, hợp lưu nước của sông Delaware và sông Raritan River khi nó đổ nước sông Delaware qua một kênh nhỏ vào New Brunswick. Đường dẫn nước kênh này vẫn còn được dùng làm nguồn cung cấp ước bởi tiểu bang New Jersey.
- Kênh Morris (hiện nay bị bỏ phế và gần như hoàn toàn bị san lấp) và Kênh Delaware và Hudson nối liền sông Delaware và sông Hudson.
- Kênh Chesapeake và Delaware liên thông sông Delaware với vịnh Chesapeake.

Nưới thủy triều trung bình phía dưới tiểu bang Philadelphia là khoảng 1,8 mét (6 ft). Tầm mức quy mô thương mại của Philadelphia đã giúp cải thiện dòng sông phía thành cảng quan trọng vĩ đại. Những cải thiện nhỏ cũng đã được tiểu bang Pennsylvania thực hiện kể từ năm 1771.
Trong "dự án 1885", chính phủ Hoa Kỳ đã tiến hành có hệ thống tạo ra một đường thông nước dài 7.8 mét (26 ft) rộng 180 mét (600 ft) từ Philadelphia vào vùng nước sâu của vịnh Delaware. Đạo luật Sông và Bến tàu năm 1899 đã tạo ra một đường thông nước dài 9.1 mét (30 ft) rộng 180 mét (600 ft) từ Philadelphia vào vùng nước sâu của vịnh.

## Dòng chảy
Dòng chảy chính, được gọi là nhánh tây hay nhánh Mohawk bắt đầu tại quận Schoharie, New York, trên cao độ khoảng 575 mét (1886 ft) so với mặt nước biển gần núi Jefferson và chảy quanh co sâu phía dưới băng qua cao nguyên. Nó bị chặn lại tại một điểm nơi nó tạo thành hồ chứa Cannonsville, và rồi làm thành ranh giới giữa tiểu bang New York và tiểu bang Pennsylvania tại vĩ tuyến 42 độ Bắc cho đến khi nó nhô ra từ dãy núi Catskill. Tương tự, nhánh đông bắt đầu từ một hồ nhỏ nằm ở phía nam Grand Gorge trong thị trấn Roxbury thuộc quận Delaware, chảy về phía nam đến nơi nó bị Thành phố New York chặn lại tạo thành hồ chứa Pepacton, đây là hồ chứa nước lớn nhất trong hệ thống cung cấp nước của Thành phố New York. Khu vực hợp lưu của hai nhánh nằm ở phía nam làng Hancock.

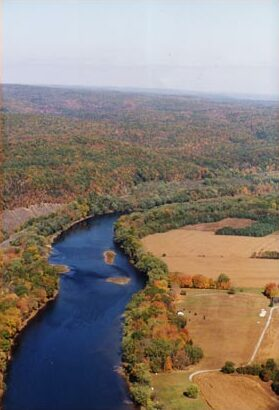
Sông Delaware trên đoạn uốn khúc Walpack

Từ Hancock, dòng sông chảy giữa dãy núi Pocono và những móng đá phiến thấp phía dưới của dãy núi Catskill. Con sông chảy xuống một thung lũng rộng của dãy núi Appalachian, băng qua điểm cao Hawk's Nest, New York. Tại Port Jervis, New York, nó đi vào một con kênh nhỏ của cảng Jervis. Tại đây, chóp núi dài Walpack làm lệch dòng chảy của nó vào trong thung lũng Minisink. Từ đó, nó chảy dọc theo ranh giới của Pennsylvania–New Jersey khoảng 40 km (25 dặm Anh) cho đến cuối chóp núi tại khúc cong Walpack nằm trong Khu Giải trí Quốc gia Đèo nước Delaware.
Minisink là một thung lũng bị chôn vùi. Từ đây, sông Delaware chảy trong một nền móng trầm tích băng hà bị chôn vùi trong thời kỳ băng hà cuối cùng. Rồi nó uốn quanh chóp dãy núi Kittatinny và băng qua đèo nước Delaware, và rồi sau đó nó chảy qua một vùng miền quê quyến rủ và yên tỉnh có rừng, nông trại, phong phú với cao nguyên và vách đá cho đến khi nó băng qua đồng bằng Appalachian và lần nữa nó tiến vào khu vực đồi núi tại Easton, Pennsylvania. Từ điểm này, nó men theo sườn của những con đồi đẹp. Đồi đẹp nhất là Nockamixon Rocks, dài 5 km (3 dặm Anh) và cao trên 61 mét (200 ft).
Tại Trenton có một điểm dốc cao 2,4 mét (8 ft). Phía dưới Trenton, sông chảy giữa Philadelphia và New Jersey trước khi trở thành một thông lộ rộng, nước chảy chậm chạp vào biển. Nhiều đầm lầy nằm dọc theo hai bên bờ của nó và từ từ mở rộng vào trong vịnh Delaware.

### Các sông nhánh

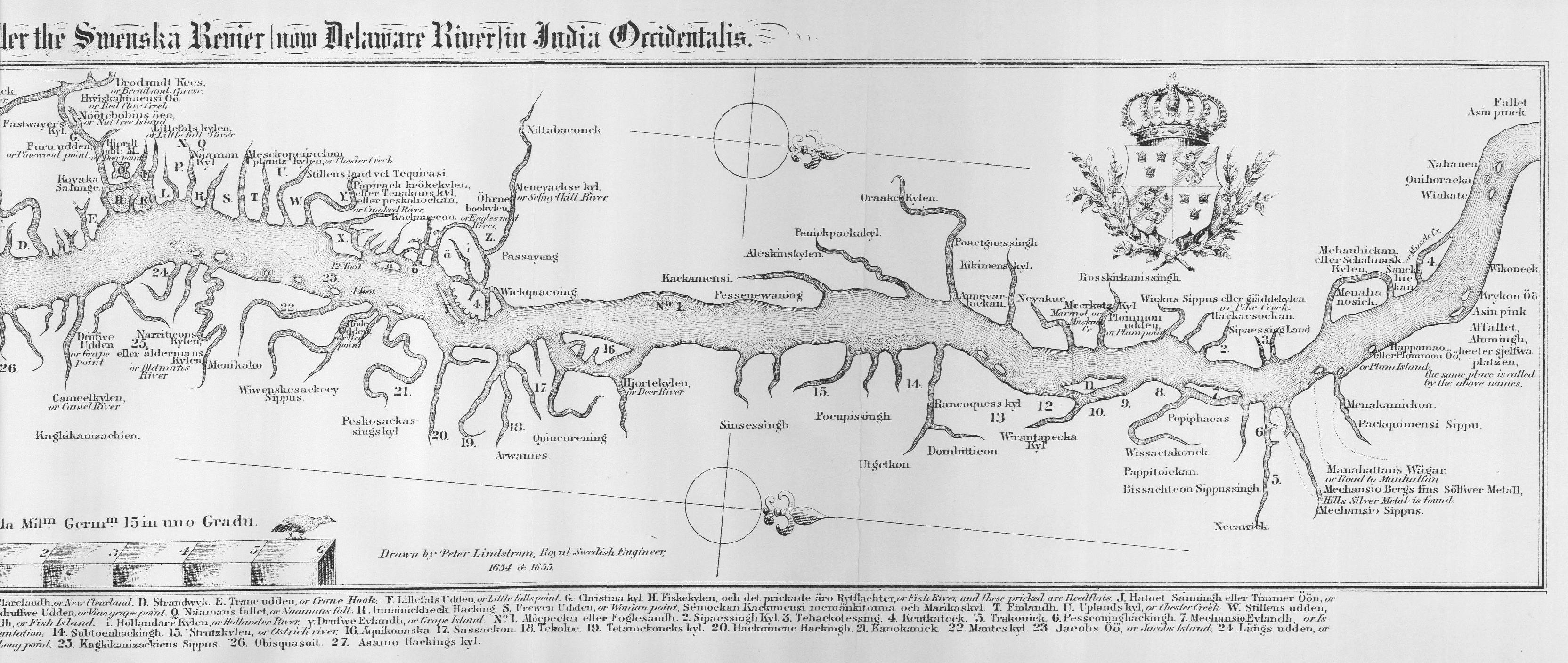
Một biểu đồ hàng hải năm 1655 của Thụy Điển biểu thị một phần sông Delaware. Bản đồ này có từ khi sông Delaware còn nằm dưới quyền thuộc địa Thụy Điển là Tân Sweden.

Các sông nhánh chính trong tiểu bang New York là sông Mongaup, sông Neversink và Lạch Callicoon. Từ tiểu bang Pennsylvania, các sông nhánh chính là sông Lackawaxen, sông Lehigh, và sông Schuylkill. Từ tiểu bang New Jersey, gồm có sông Pequest, sông Musconetcong và sông Maurice cộng lạch Oldmans, lạch Raccoon (New Jersey) và lạch Rancocas chảy vào trong sông Delaware.
- Sông Appoquinimink
- Lạch Alloway
- Lạch Assiscunk
- Lạch Assunpink
- Lạch Big Timber
- Lạch Blacks
- Lạch Brodhead
- Lạch Bushkill
- Lạch Chester
- Sông Christina
- Sông Cooper (New Jersey)
- Lạch Crafts
- Lạch Crosswicks
- Lạch Crum
- Lạch Darby
- Lạch Equinunk
- Flat Brook
- Lạch Frankford
- Sông Lehigh
- Lạch Lockatong
- Lạch Mantua
- Lạch Martins
- Sông Maurice
- Sông Musconetcong
- Lạch Neshaminy
- Sông Neversink
- Lạch Newton (New Jersey)
- Lạch Oldmans
- Paulins Kill
- Lạch Pennypack
- Sông Pequest
- Lạch Pompess
- Lạch Pohatcong
- Lạch Poquessing
- Lạch (New Jersey)
- Lạch Rancocas
- Lạch Ridley
- Sông Salem
- Sông Schuylkill
- Lạch
- Lạch Tohickon
- Lạch Wickecheoke
- Lạch Woodbury

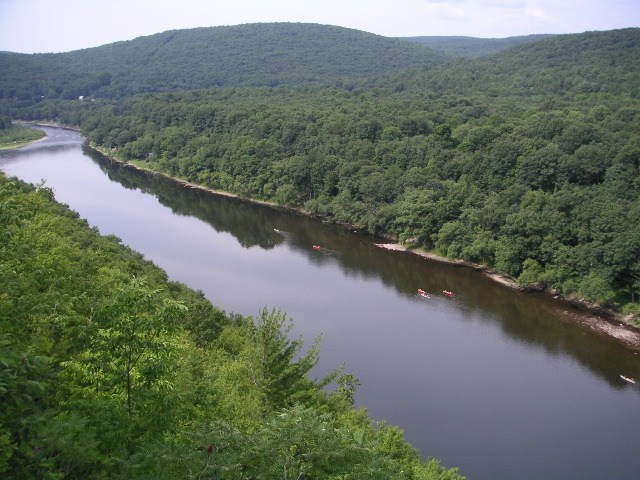
Đi ca nô trên sông tại Hawk's Nest, New York
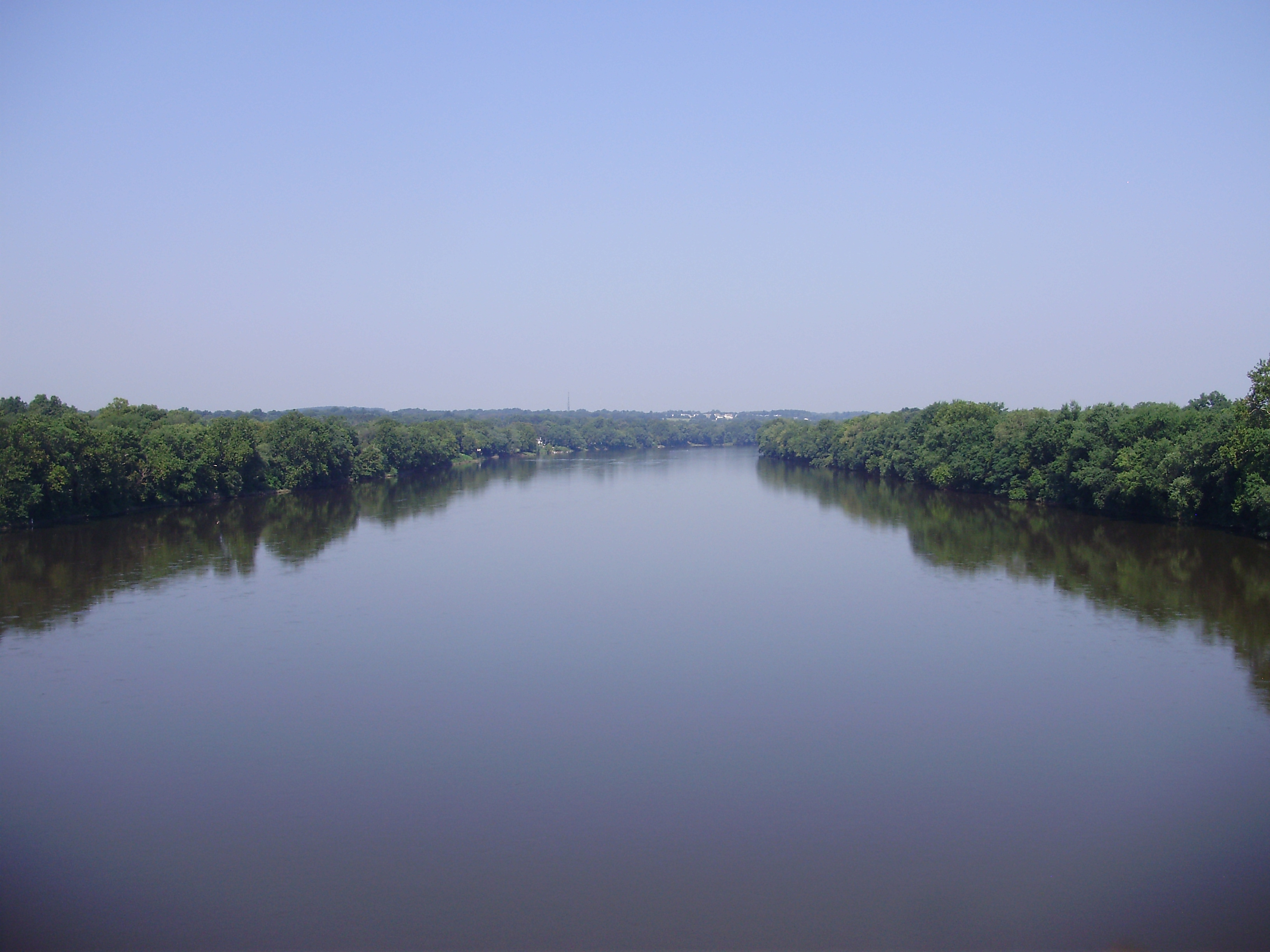
Khúc giữa của sông Delaware được nhìn từ Ewing, New Jersey
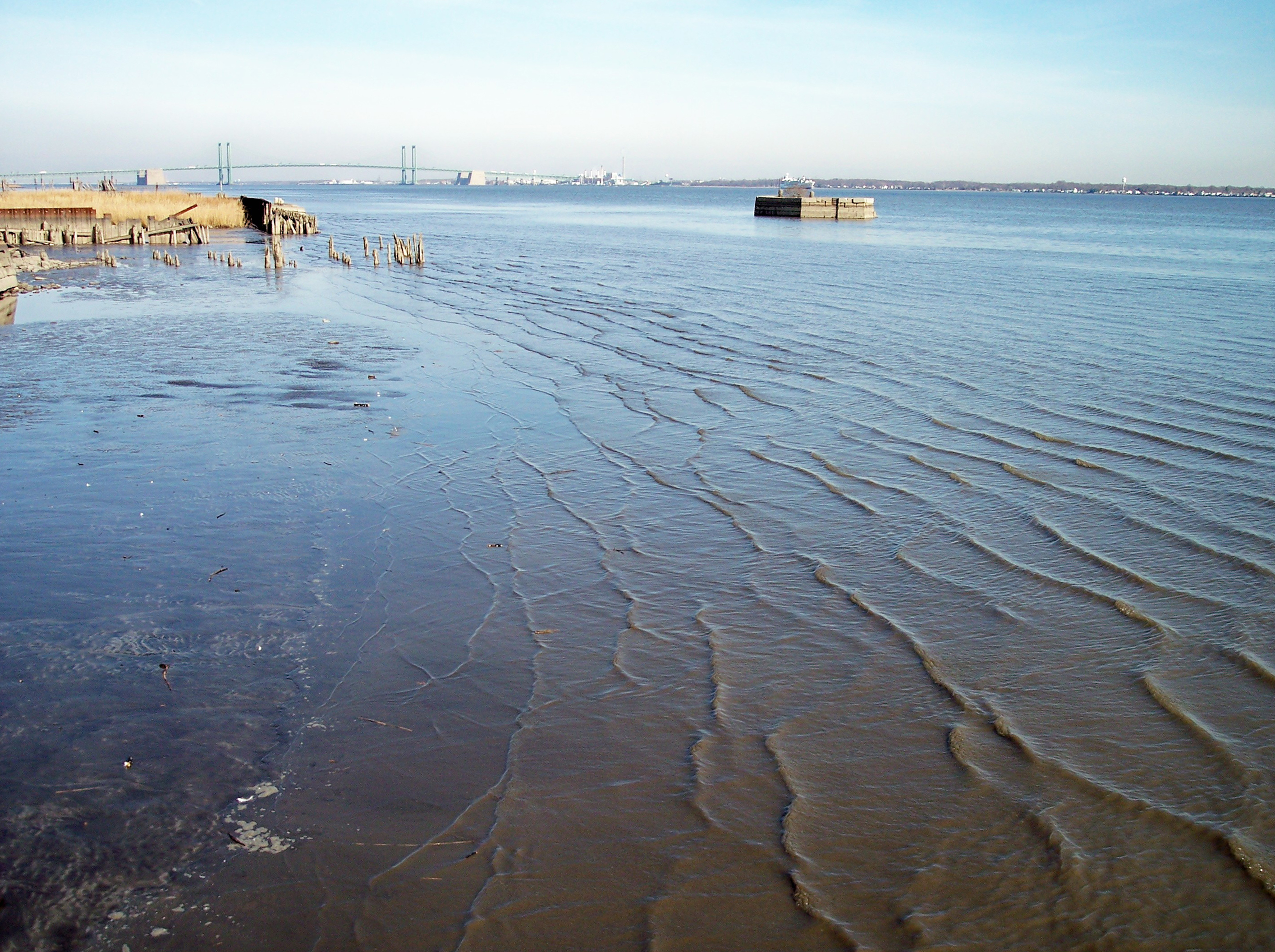
Hạ nguồn sông Delaware được nhìn từ New Castle, Delaware
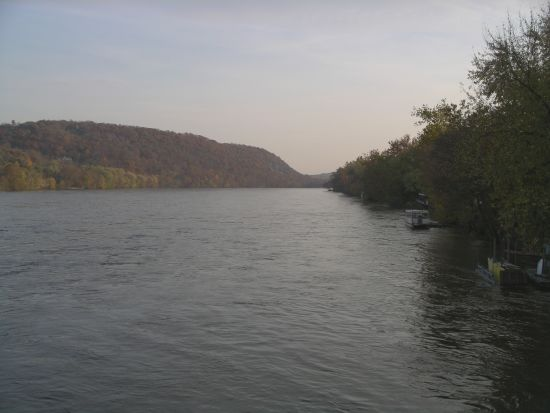
Sông Delaware tại New Hope, Pennsylvania

## Giao thông ngang sông

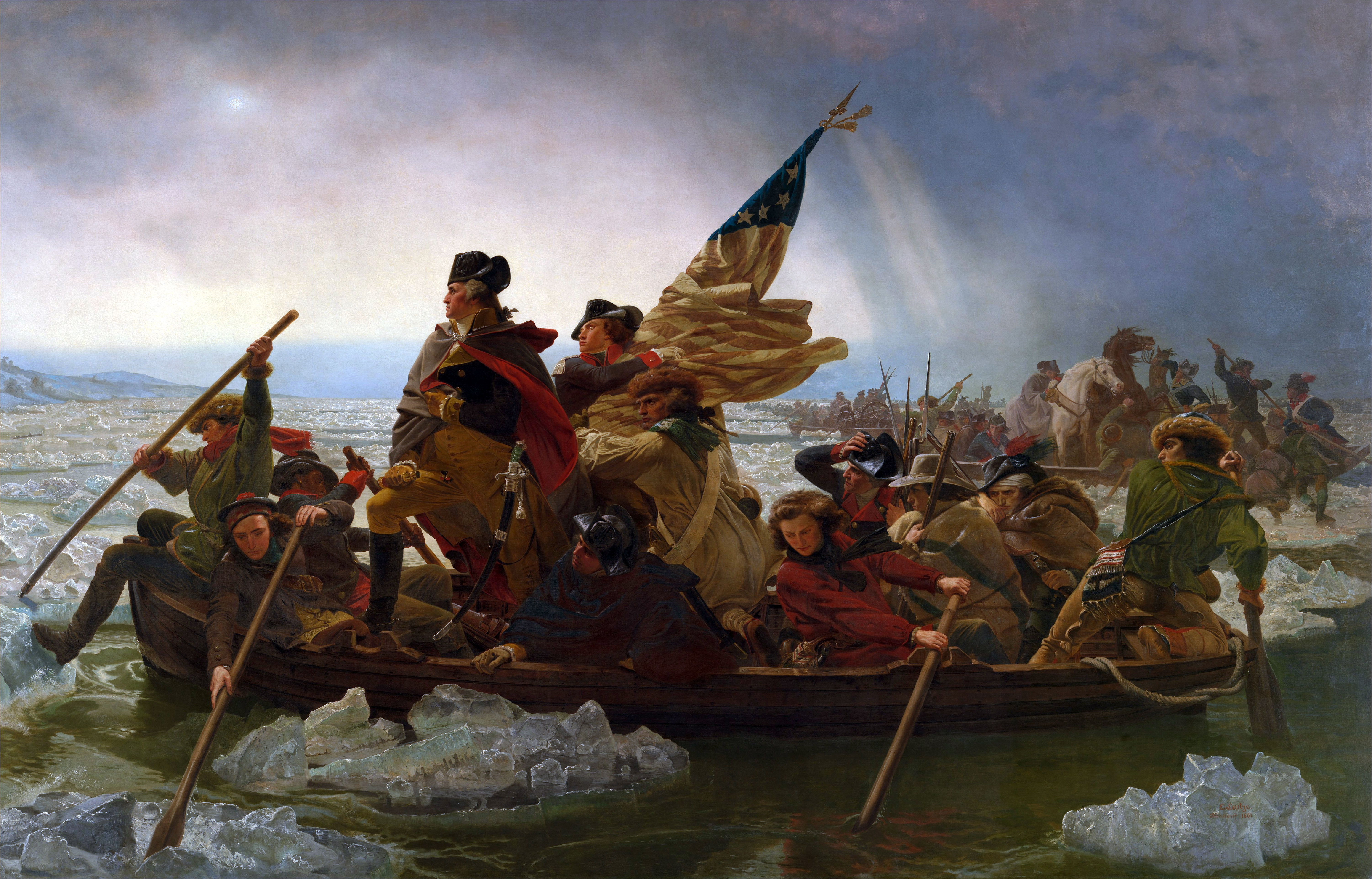
George Washington vượt sông Delaware trước trận Trenton